# Album al numero uno della classifica FIMI nel 2003
La presente lista elenca gli album che hanno raggiunto la prima posizione nella classifica settimanale italiana Artisti, stilata durante il 2003 dalla Federazione Industria Musicale Italiana, in collaborazione con Nielsen.
| Settimana    | Settimana    | Album                                 | Artista            | Settimane consecutive | Settimane totali | Fonte  |
| Inizio       | Fine         | Album                                 | Artista            | Settimane consecutive | Settimane totali | Fonte  |
| ------------ | ------------ | ------------------------------------- | ------------------ | --------------------- | ---------------- | ------ |
| 3 gennaio    | 9 gennaio    | Tracks                                | Vasco Rossi        | 9                     | 9                | [ 1 ]  |
| 10 gennaio   | 16 gennaio   | Tracks                                | Vasco Rossi        | 9                     | 9                | [ 2 ]  |
| 17 gennaio   | 23 gennaio   | Tracks                                | Vasco Rossi        | 9                     | 9                | [ 3 ]  |
| 24 gennaio   | 30 gennaio   | Io non mi sento italiano              | Giorgio Gaber      | 5                     | 5                | [ 4 ]  |
| 31 gennaio   | 6 febbraio   | Io non mi sento italiano              | Giorgio Gaber      | 5                     | 5                | [ 5 ]  |
| 7 febbraio   | 13 febbraio  | Io non mi sento italiano              | Giorgio Gaber      | 5                     | 5                | [ 6 ]  |
| 14 febbraio  | 20 febbraio  | Io non mi sento italiano              | Giorgio Gaber      | 5                     | 5                | [ 7 ]  |
| 21 febbraio  | 27 febbraio  | Io non mi sento italiano              | Giorgio Gaber      | 5                     | 5                | [ 8 ]  |
| 28 febbraio  | 6 marzo      | Diamonds on the Inside                | Ben Harper         | 1                     | 1                | [ 9 ]  |
| 7 marzo      | 13 marzo     | The Mass                              | ERA                | 1                     | 1                | [ 10 ] |
| 14 marzo     | 20 marzo     | Dalla pace del mare lontano           | Sergio Cammariere  | 1                     | 3                | [ 11 ] |
| 21 marzo     | 27 marzo     | Meteora                               | Linkin Park        | 2                     | 2                | [ 12 ] |
| 28 marzo     | 3 aprile     | Meteora                               | Linkin Park        | 2                     | 2                | [ 13 ] |
| 4 aprile     | 10 aprile    | Dalla pace del mare lontano           | Sergio Cammariere  | 1                     | 3                | [ 14 ] |
| 11 aprile    | 17 aprile    | Home                                  | Simply Red         | 1                     | 1                | [ 15 ] |
| 18 aprile    | 24 aprile    | American Life                         | Madonna            | 2                     | 2                | [ 16 ] |
| 25 aprile    | 1º maggio    | American Life                         | Madonna            | 2                     | 2                | [ 17 ] |
| 2 maggio     | 8 maggio     | Dalla pace del mare lontano           | Sergio Cammariere  | 1                     | 3                | [ 18 ] |
| 9 maggio     | 15 maggio    | The Golden Age of Grotesque           | Marilyn Manson     | 2                     | 2                | [ 19 ] |
| 15 maggio    | 22 maggio    | The Golden Age of Grotesque           | Marilyn Manson     | 2                     | 2                | [ 20 ] |
| 23 maggio    | 29 maggio    | Sono io - l'uomo della storia accanto | Claudio Baglioni   | 1                     | 1                | [ 21 ] |
| 30 maggio    | 5 giugno     | 9                                     | Eros Ramazzotti    | 14                    | 14               | [ 22 ] |
| 6 giugno     | 12 giugno    | 9                                     | Eros Ramazzotti    | 14                    | 14               | [ 23 ] |
| 13 giugno    | 19 giugno    | 9                                     | Eros Ramazzotti    | 14                    | 14               | [ 24 ] |
| 20 giugno    | 26 giugno    | 9                                     | Eros Ramazzotti    | 14                    | 14               | [ 25 ] |
| 27 giugno    | 3 luglio     | 9                                     | Eros Ramazzotti    | 14                    | 14               | [ 26 ] |
| 4 luglio     | 10 luglio    | 9                                     | Eros Ramazzotti    | 14                    | 14               | [ 27 ] |
| 11 luglio    | 17 luglio    | 9                                     | Eros Ramazzotti    | 14                    | 14               | [ 28 ] |
| 18 luglio    | 24 luglio    | 9                                     | Eros Ramazzotti    | 14                    | 14               | [ 29 ] |
| 25 luglio    | 31 luglio    | 9                                     | Eros Ramazzotti    | 14                    | 14               | [ 30 ] |
| 1º agosto    | 7 agosto     | 9                                     | Eros Ramazzotti    | 14                    | 14               | [ 31 ] |
| 8 agosto     | 14 agosto    | 9                                     | Eros Ramazzotti    | 14                    | 14               | [ 32 ] |
| 15 agosto    | 21 agosto    | 9                                     | Eros Ramazzotti    | 14                    | 14               | [ 33 ] |
| 22 agosto    | 28 agosto    | 9                                     | Eros Ramazzotti    | 14                    | 14               | [ 34 ] |
| 29 agosto    | 4 settembre  | 9                                     | Eros Ramazzotti    | 14                    | 14               | [ 35 ] |
| 5 settembre  | 11 settembre | Dance of Death                        | Iron Maiden        | 1                     | 1                | [ 36 ] |
| 12 settembre | 18 settembre | Ladra di vento                        | Giorgia            | 1                     | 1                | [ 37 ] |
| 19 settembre | 25 settembre | Sacred Love                           | Sting              | 2                     | 2                | [ 38 ] |
| 26 settembre | 2 ottobre    | Sacred Love                           | Sting              | 2                     | 2                | [ 39 ] |
| 3 ottobre    | 9 ottobre    | Che fantastica storia è la vita       | Antonello Venditti | 1                     | 1                | [ 40 ] |
| 10 ottobre   | 16 ottobre   | The Platinum Collection               | Nomadi             | 1                     | 1                | [ 41 ] |
| 17 ottobre   | 23 ottobre   | We Broke the Rules                    | Aventura           | 1                     | 1                | [ 42 ] |
| 24 ottobre   | 30 ottobre   | In Time: The Best of R.E.M. 1988-2003 | R.E.M.             | 2                     | 2                | [ 43 ] |
| 31 ottobre   | 6 novembre   | In Time: The Best of R.E.M. 1988-2003 | R.E.M.             | 2                     | 2                | [ 44 ] |
| 7 novembre   | 13 novembre  | Cattura                               | Renato Zero        | 2                     | 2                | [ 45 ] |
| 14 novembre  | 20 novembre  | Cattura                               | Renato Zero        | 2                     | 2                | [ 46 ] |
| 21 novembre  | 27 novembre  | Giro d'Italia                         | Ligabue            | 8                     | 8                | [ 47 ] |
| 28 novembre  | 4 dicembre   | Giro d'Italia                         | Ligabue            | 8                     | 8                | [ 48 ] |
| 5 dicembre   | 11 dicembre  | Giro d'Italia                         | Ligabue            | 8                     | 8                | [ 49 ] |
| 12 dicembre  | 18 dicembre  | Giro d'Italia                         | Ligabue            | 8                     | 8                | [ 50 ] |
| 19 dicembre  | 25 dicembre  | Giro d'Italia                         | Ligabue            | 8                     | 8                | [ 51 ] |
| 26 dicembre  | 1 gennaio    | Giro d'Italia                         | Ligabue            | 8                     | 8                | [ 52 ] |

Claudio Baglioni debutta primo in classifica nel maggio 2003 con l'album Sono io - l'uomo della storia accanto vendendo in un solo mese 300 000 copie

L'album che nel 2003 ha passato più tempo in cima alla classifica di vendita è 9 di Eros Ramazzotti (14 settimane consecutive).